# زنان در هنگ کنگ
به‌طور سنتی، زنان در هنگ کنگ در چارچوب خانواده و جامعه چینی رشد می‌کنند، که در آن با زنان همانند سرزمین اصلی یا زنان تایوانی رفتار می‌شده‌است. با این حال، تفاوت‌های فرهنگی بین شهروندان سرزمین اصلی چین و شهروندان هنگ کنگ وجود دارد. در دوره استعمار انگلیس ظهور فرهنگ غربی (یعنی " غربی شدن ") ترکیبی از فرهنگ سنتی چینی و ارزشهای غربی را ایجاد کرد که یک فرهنگ منحصر به فرد از هنگ کنگ را به وجود آورده‌است. در کنار توسعه سریع اقتصادی و اجتماعی هنگ کنگ از پایان جنگ جهانی دوم، پیشرفت چشمگیری در وضعیت اجتماعی زنان به وجود آمده‌است، در حالی که ساختار جامعه غالباً مردانه هنوز در برخی از جنبه‌های زندگی زنان همچنان پابرجاست.
در طول سه دهه گذشته، زنان در هنگ کنگ از نظر اقتصادی مستقل تر، مؤثر و متمرکز بر مشاغل شده‌اند که ممکن است موجب مقایسه آنها با زنان در سایر کشورهای قابل مقایسه با جنوب شرقی آسیا شود. با افزایش تعداد زنان در سمتهای حرفه ای و مدیریتی در دهه‌های اخیر، به ویژه از زمان تصویب قوانین ضد تبعیض از اواسط دهه ۱۹۹۰، اصطلاحات "superwomen" یا " ابرزن‌ها " برای توصیف زنان در هنگ کنگ استفاده می‌شود.

## تحصیلات
همچنین به اقتصاد هنگ کنگ و آموزش در هنگ کنگ مراجعه کنید .
اجرای آموزش اجباری جهانی در سال ۱۹۷۱، به دنبال آن در سال ۱۹۷۸، بر تعداد زنان نخبه افزوده یافته‌است. علاوه بر این، تحول در محیط اجتماعی در هنگ کنگ همچنین به افزایش آموزش زنان کمک می‌کند. در گذشته، اگر یک خانواده پول کافی برای فرستادن هر دو پسر و دختر خود به مدرسه نمی‌داشت، آنها تصمیم به ادامه تحصیل پسر می‌گرفتند. با این وجود، با توجه به رشد اقتصادی از دهه ۱۹۶۰، هنگ کنگ با یک تغییر قابل توجه در جمعیت در همان زمان، به یک جامعه ثروتمند تبدیل شده‌است. میزان تولد در هنگ کنگ به‌طور پیوسته از ۱۶٫۸ درصد در سال ۱۹۸۱ به ۸٫۶ درصد در سال ۲۰۱۴ کاهش یافته‌است. این نشان می‌دهد که ساختار هسته ای خانواده که تنها از یک تا دو فرزند در یک خانواده پیروی می‌کند مشترک است، که در آن دختران به دلیل داشتن منابع متمرکز تر در خانواده می‌توانند آموزش بهتری دریافت کنند.

## مشارکت سیاسی و رهبری
این یک پدیده جهانی است که زنان همواره از مشارکت سیاسی عقب مانده‌اند و آماری که اتحادیه بین‌المجالس در سال ۲۰۱۶ بدست آورده‌است نشان می‌دهد که تنها ۲۲٫۸ درصد از بین تمام نمایندگان مجلس ملی زنان بودند. سنجش توانمندسازی جنسیتی (GEM) توسط سازمان ملل متحد (سازمان ملل) برای اندازه‌گیری برابری جنسیتی از طریق بررسی فرصت‌های زنان در مشارکت سیاسی و قدرت اقتصادی آنها طراحی شده‌است. از آنجا که هیچ اطلاعات پارلمانی در هنگ کنگ وجود ندارد، کمیسیون زنان GEM را در سال ۲۰۰۵ با استفاده از تعدادی از اعضای شورای قانونگذاری زن برای جایگزینی تعداد نمایندگان زن پارلمان محاسبه کرد. GEM از هنگ کنگ ۰٫۷۱۷ بود که در رده نوزدهم در بین ۱۰۹ کشور جهان قرار داشت و این نشان می‌دهد که در مقایسه با سایر کشورهای آسیایی مانند ژاپن (۵۴) و کره جنوبی (۶۴) موقعیت‌های بیشتری برای زنان در عرصه‌های سیاسی و اقتصادی وجود دارد.

## خشونت علیه زنان
خشونت علیه زنان، خشونت مبتنی بر جنسیت است که در زندگی عمومی و خصوصی اتفاق می‌افتد و به دلیل جنسیت یا نقش‌های اجتماعی و هدف قرار دادن زنان است و احتمالاً منجر به آسیب‌های جسمی، جنسی و روانی خواهد شد. بررسی خشونت علیه زنان (IVAWS) نشان داده‌است که میزان خشونت در هنگ کنگ ۱۹٫۹٪ است که در مقایسه با سایر کشورها مانند استرالیا (۵۷٪) و دانمارک (۵۰٪) کم است.

## دگرباشان و جنبش‌های حقوق زنان
از سال ۱۹۹۱، جنبش دگرباش جنسی در هنگ کنگ شروع به از بین بردن جنایت همجنس‌گرایی کرد. ائتلاف زنان هنگ کنگ یک سازمانLGBT است که در سال ۲۰۰۲ تأسیس شد. این گروه مسئول تهیه لایحه تبعیض جنسی در دولت در سال ۱۹۹۵ بود. این لایحه از حقوق قانونی، سیاسی و اقتصادی زنان حمایت می‌کرد.

## نگارخانه

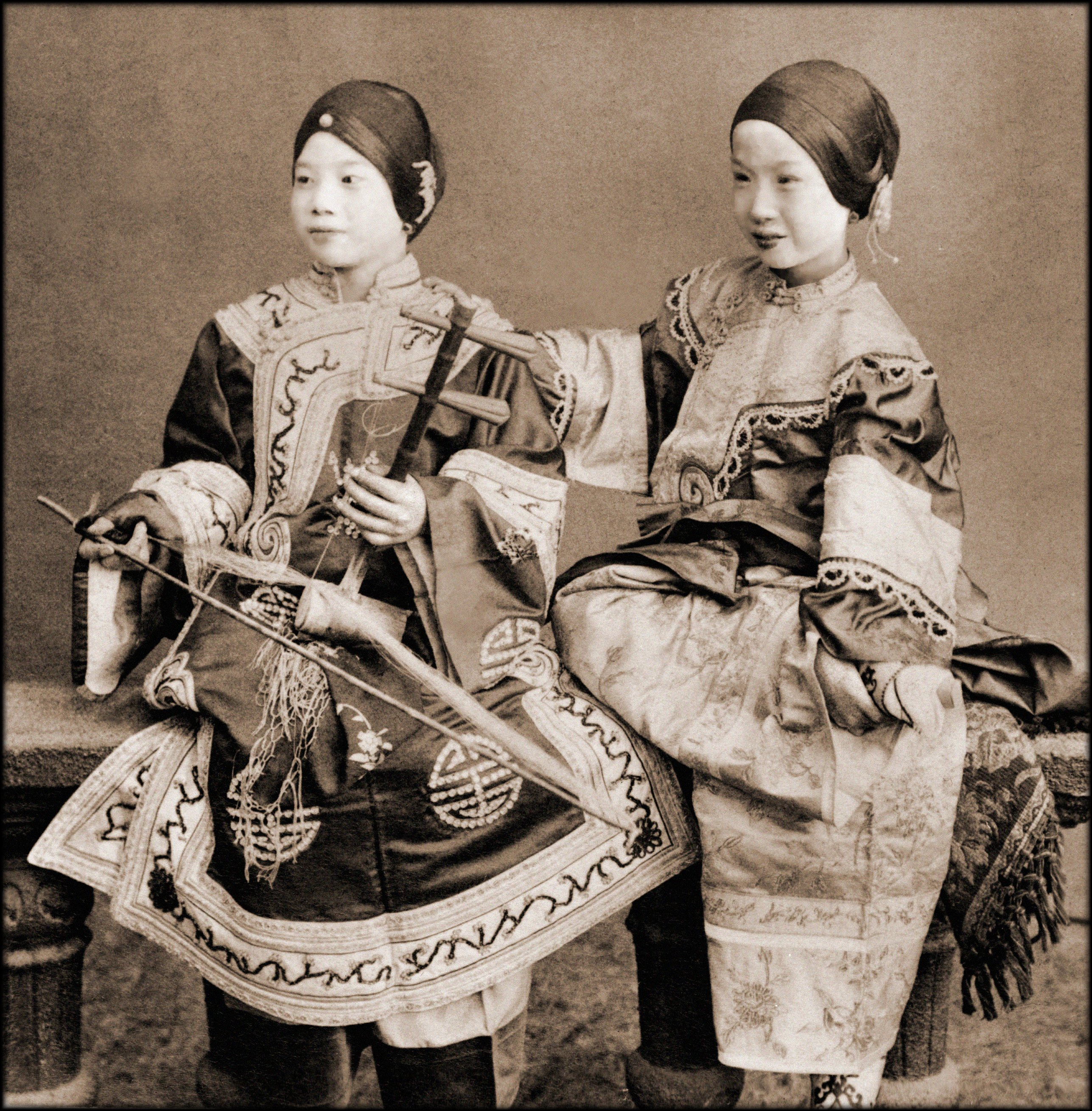
آواز خواندن دختران ، هنگ کنگ (حدود ۱۹۰۱)
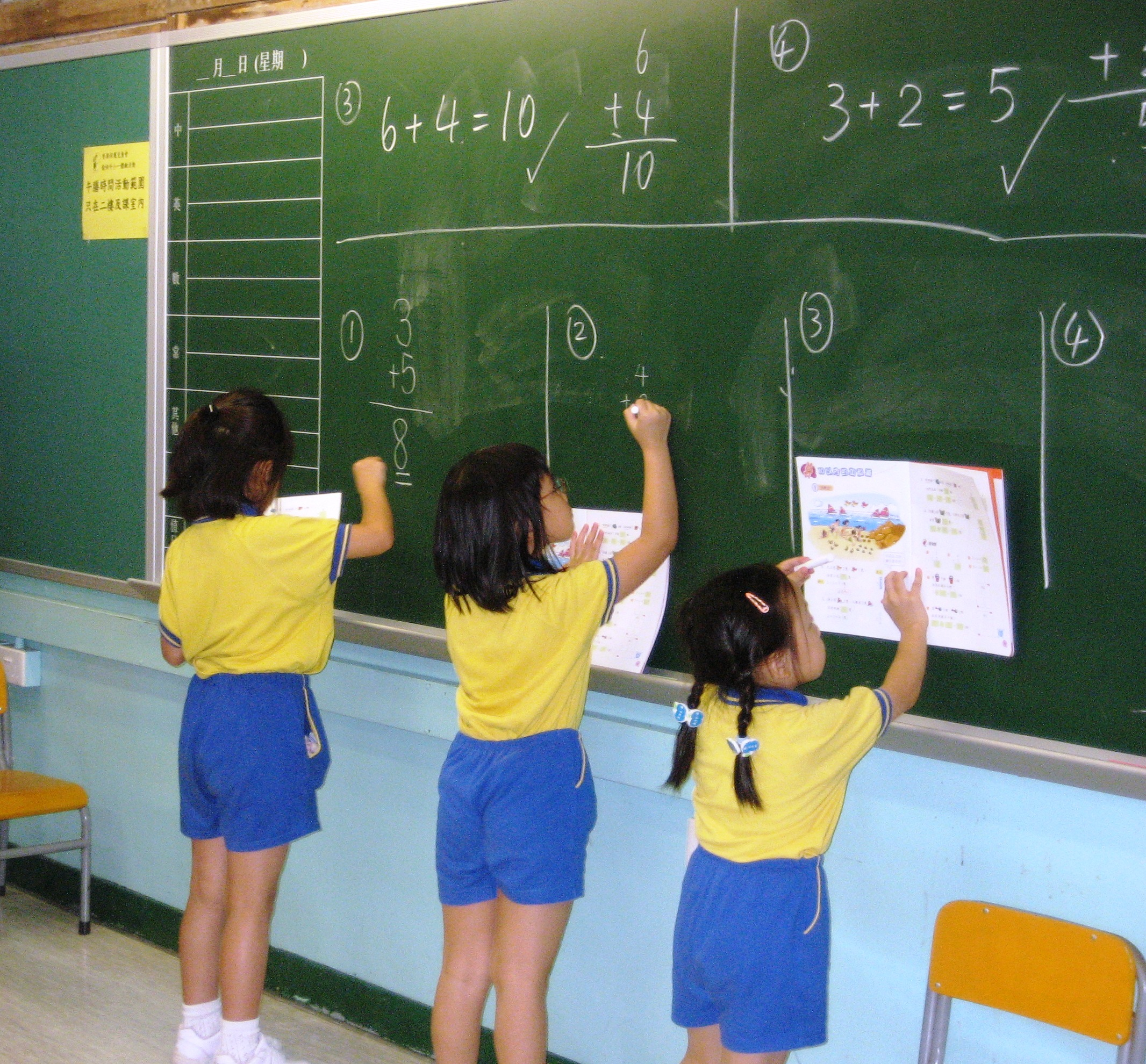
دختران مدرسه ای در حال نوشتن روی تخته سیاه
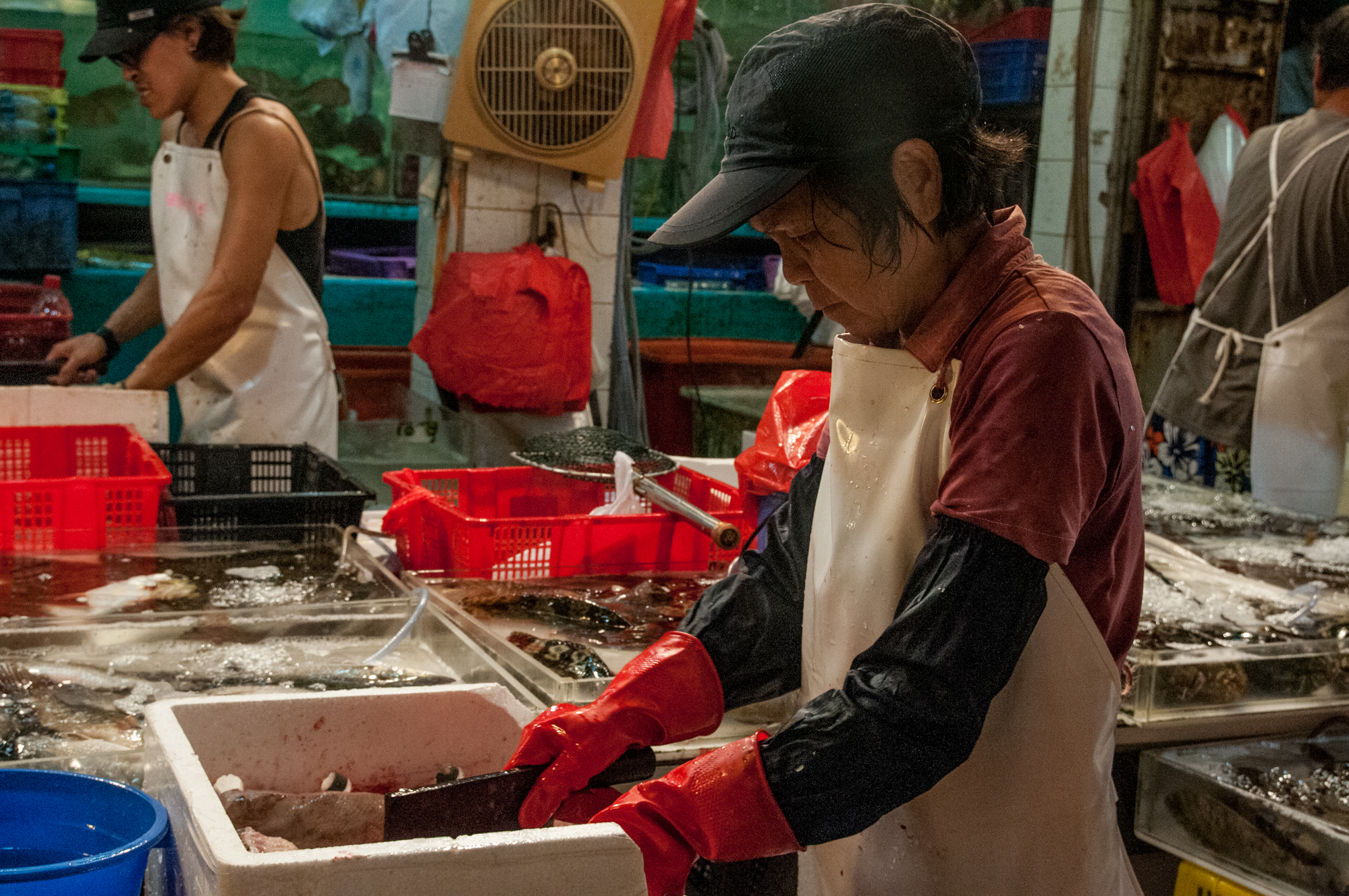
فروشنده ماهی
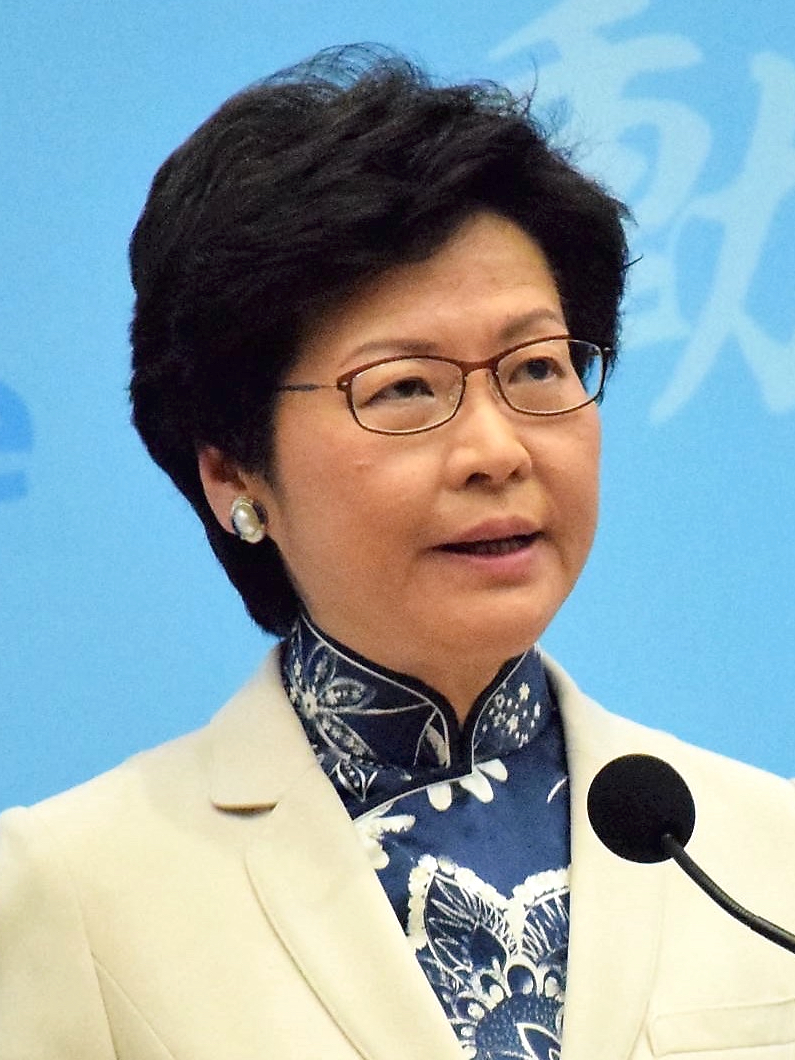
کری لم ، اولین زن رئیس اجرایی هنگ کنگ
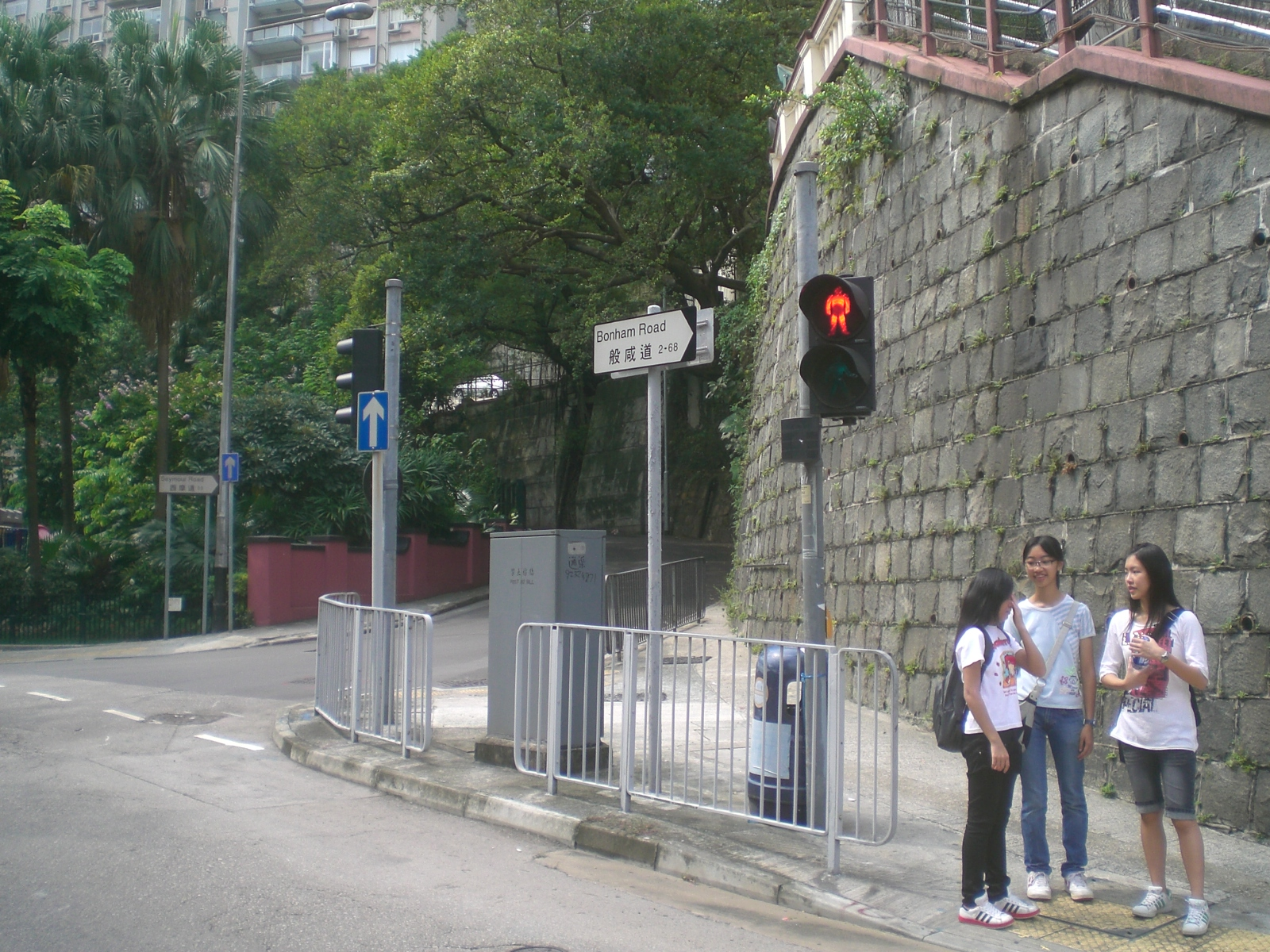
دختران نوجوان در جاده بونهام
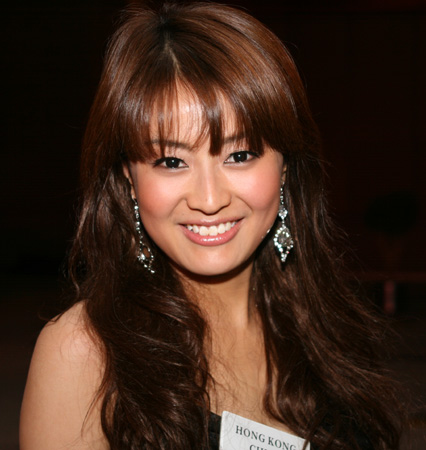
اسکای چان بازیگر زن